# Gilles Pellerin (écrivain)
Pour les articles homonymes, voir Gilles Pellerin.
Gilles Pellerin, né le 26 avril 1954 à Shawinigan, est un écrivain, enseignant et éditeur québécois.

## Biographie
Originaire de Shawinigan, il est le fils de Camille Pellerin et Alberte Bédard. Il fréquente pendant cinq ans le Conservatoire de musique de Trois-Rivières. Il fait ses études secondaires au Séminaire Sainte-Marie de Shawinigan de 1966 à 1971, puis collégiales en sciences sociales au Cégep de Shawinigan.
Il obtient en 1976 un baccalauréat en études littéraires avec mineure en anthropologie à l'Université Laval. Il est titulaire d’une maîtrise en littérature française de la même université en 1983. Son mémoire portait sur les écrivains qui ont emprunté à la peinture de Gustave Moreau et traitait des rapports formels entre la peinture, la poésie et la narration.
Tour à tour gérant de librairie, pigiste à la radio et professeur de littérature au collégial, il a été chroniqueur puis critique pour les revues Livres et auteurs québécois, Lettres québécoises, Estuaire et Nuit blanche (dont il a été rédacteur en chef de 1985 à 1987) ainsi que pour la radio de Radio-Canada.
Il publie son premier recueil de nouvelles en 1982. En 2012, le metteur en scène Bruno Fontaine a adapté pour la scène son essai/récit de voyage Mundele ! (création à Lyon, au théâtre des Asphodèles, le 22 octobre 2012, avec la participation des comédiens Léa Traversy et Djibril Goudiaby). Certains de ses textes ont été traduits en anglais, en espagnol, en tamoul, en serbe, en néerlandais, en polonais et en suédois.
En 1986, il contribue à la création des éditions L’Instant même de Québec, dont il aura été le directeur littéraire jusqu'en 2017. Il a aussi participé à la fondation des éditions Les Heures bleues en 1997. Il est souvent conférencier invité sur la nouvelle, l’édition et la littérature québécoise. Il est membre de l’Union des écrivains québécois, du PEN-Québec et, depuis 2007, de l'Académie des lettres du Québec. Il a été l'un des vice-présidents de la Coalition canadienne pour la diversité culturelle. En 2008, il assurait la direction de la programmation du 2e Forum international des Caravanes francophones. Il a été directeur artistique du festival Québec en toutes lettres consacré à Jorge Luis Borges (2010).
Au fil de sa carrière il a reçu le prix François-Samson de développement culturel pour le travail d’écrivain et d’éditeur, le prix de l’Institut Canadien de Québec pour son travail d’écrivain et d’éditeur, le prix du Rayonnement des lettres à l’étranger de 2009 du Ministère de la Communauté française de Belgique, le prix hommage du Salon international du livre de Québec, ainsi qu'une mention d'honneur de l'Association québécoise de pédagogie collégiale. Il a été fait chevalier des Arts et des Lettres de la République française en 2009, année où on le faisait aussi membre de l'Ordre des francophones d'Amérique.
Il enseigne la littérature à Québec au Cégep Garneau de 1990 à 2019.

## Œuvres

### Recueils de nouvelles
- Les Sporadiques Aventures de Guillaume Untel, Hull, Éditions Asticou, 1982, 172 p.  (ISBN 2-89198-037-9)
  - réédition, Hull, Éditions Asticou, 1989, 172 p.  (ISBN 2-89198-099-9)

- Ni le lieu ni l’heure, Québec, L'instant même, 1987, 172 p.  (ISBN 2980063517)
  - réédition, Québec, L'instant même, 2004, 163 p.  (ISBN 2-89502-191-0)

- Principe d’extorsion, Québec, L'instant même, 1991, 181 p.  (ISBN 2-921197-06-5)
- Je reviens avec la nuit, Québec, L'instant même, 1992, 165 p.  (ISBN 2-921197-15-4)
- Ï (i tréma), Québec, L'instant même, 2004, 156 p.  (ISBN 2-89502-157-0)
- I2 (i carré), Québec, L'instant même, 2012, 159 p.  (ISBN 978-2-89502-265-7)
- Horoscopiques, Longueuil, L’instant même, 2022, 184 p.  (ISBN 978-2-89502-459-0)

### Roman
- Un homme mesuré, Québec, L'instant même, 2015, 143 p.  (ISBN 978-2-89502-368-5)

### Essais
- Récits d’une passion. Florilège du français au Québec, Québec, L'instant même, 1997, 160 p.  (ISBN 2-921197-94-4)
- Nous aurions un petit genre : publier des nouvelles, Québec, L'instant même, 1997, 222 p.  (ISBN 2-921197-79-0)
- La Mèche courte. Le français, la culture et la littérature, Québec, L'instant même, 2002, 141 p.  (ISBN 2-89502-167-8)
- Le Vieux-Québec sous la neige (Photographies de Claudel Huot. Textes de Michel Lessard et Gilles Pellerin), Montréal, L’Homme, 2003, 237 p.  (ISBN 9782761917254)
- Les mythes littéraires. Épopées homériques (avec Georges Desmeules), Québec, L'instant même, 2013, 185 p.  (ISBN 978-2-89502-006-6)
- Les mythes littéraires. Naissance et création (avec Georges Desmeules), Québec, L'instant même, 2015, 147 p.  (ISBN 978-2-89502-007-3)

### Autres publications
- Carnets du Saint-Laurent (Texte et aquarelles de Gilles Matte), Québec, Les Heures Bleues, 1999, 104 p.  (ISBN 9782922265095)
- 2007 – Grandir dans la neige (conte pour enfants), Québec, Musée national des beaux-arts du Québec, 2007, 48 p.  (ISBN 978-2-551-23567-4)
- Lumières du Nord (correspondance avec Stefan Hertmans), Québec, L'instant même, 2007, 144 p.  (ISBN 978-2-89502-242-8)

### Ouvrages collectifs
- Québec : des écrivains dans la ville, Québec, L'instant même et le Musée du Québec, 1995, 175 p.  (ISBN 2-921197-50-2)
- Dix ans de nouvelles. Une anthologie québécoise, Québec, L'instant même, 1996, 261 p.  (ISBN 2-921197-67-7)
- Anthologie de la nouvelle québécoise actuelle, Québec, L'instant même, 2003, 288 p.  (ISBN 2-89502-192-9)
- Où tu vas quand tu dors en marchant ? Un théâtre, une ville, Québec, L'instant même, 2010, 144 p.  (ISBN 978-2-89502-299-2)
- Vingt-cinq ans de nouvelle (anthologie préparée avec Philippe Mottet), Québec, L'instant même, 2011, 315 p.  (ISBN 978-2-89502-315-9)
- Manifeste pour l'hospitalité des langues, Lyon/Québec, La passe du vent/L'instant même, 2012, 125 p.  (ISBN 978-2-89502-318-0)

## Prix et honneurs
- 1988 – Prix Logidisque de la science-fiction québécoise, (pour Ni le lieu ni l’heure)[5]
- 1988 – Prix de la nouvelle littéraire de l'Office franco-québécois pour la jeunesse, (pour Le songe)[5]
- 1992 – Finaliste au Prix du Gouverneur général du Canada, (pour Je reviens avec la nuit)[5]
- 1996 – Prix François-Samson du développement culturel du Conseil de la culture des régions de Québec et de Chaudière-Appalaches
- 2003 – Prix de l’Institut canadien de Québec pour son travail d’écrivain et d’éditeur
- 2005 – Prix littéraire Ville de Québec / Salon international du livre de Québec, pour Ï (i tréma)[8]
- 2009 – Prix du rayonnement des lettres belges à l’étranger du ministère de la Communauté française de Belgique[9]
- 2009 –  Chevalier de l'ordre des Arts et des Lettres de la République française[2]
- 2009 – Membre de l'Ordre des francophones d'Amérique (Conseil supérieur de la langue française du Québec)[3]
- 2013 – Prix hommage du Salon international du livre de Québec
- 2015 – Mention d'honneur de l'Association québécoise de pédagogie collégiale pour l'excellence et le professionnalisme de son travail dans l'enseignement collégial[10]
- 2022 – Prix de la nouvelle Ville d’Ottignies–Louvain-La-Neuve pour Horoscopiques[11]